# Стефанія Костюк
Стефанія Василівна Процак-Костюк (нар. 9 серпня 1925, м. Надвірна — пом. 24 січня 2019) — членкиня ОУН, учасниця бойових дій ОУН — УПА, спецкур'єрка Крайового Проводу ОУН, політув'язнена таборів ГУЛАГу, громадська діячка.

## Життєпис

#### Дитинство
Народилась Стефанія 9 серпня 1925 року в м. Надвірній (дата хрещення — 22 серпня стала офіційною датою народження). Мама — Євдокія Данишенко з с. Любківці Снятинського району, з роду козаків з Наддніпрянщини. Батько — Василь Процак родом з села Вікторова, служив в австрійській армії у Відні, пізніше працював на нафтових промислах в селі Битькові. 

#### Навчання
Вчилася Стефанія у Станіславові, в державній жіночій польській школі ім. королеви Ядвиги (1934). З 1938 року — у приватній українській купецькій гімназії, створеній при гімназії УПТ «Рідна школа». З приходом більшовиків і ліквідацією у Станіславові гімназій, Стефанія вчиться у совітській школі (1939). З приходом німців, навчається у торговельній школі (1941). Направляють у Львів на навчання в експортівку, але через загрозу бути арештованою німцями, змушена покинути навчання і перейти на нелегальне становище (1942).

## Під німецькою окупацією
Прийнята в члени Юнацтва ОУН (1941). По завданню обласного провідника Юнацтва ОУН Осипа Білобрама, організовувала Юнацьку сітку в торгівельній школі. Її квартира стала місцем конспіративної роботи та зустрічей членів ОУН. Підпільну роботу організував обласний Провідник Юнацтва ОУН Михайло Хміль «Всеволод». Квартира використовувалася для підпільного зв'язку ОУН між Львовом і Станіславовом. До липня 1942 року Стефанія виконувала завдання по зв'язку зі Львовом, допомагала налагоджувати подальший зв'язок в різних районах області. Стефа — учасник вишкільного юнацького табору праці в селі Ямниця, біля Станіслава (1941). 15 вересня 1941 року Стефанія попередила працівників референтури ОУН про арешт німцями членів обласного Проводу ОУН та працівників пропаганди в Станіславові і їм вдадося втекти. По завданню «Всеволода», супроводжувала Миколу Лебедя — другого заступника провідника ОУН Степана Бандери, якого в той час розшукували німці. Щоб не бути арештованими, їм прийшлось стрибати з поїзда. Після виконання цього завдання, за рішенням Проводу, Стефу з Юнацької сітки переводять в сітку ОУН (1942). Прізвище Стефи Процак, як активного члена ОУН, попадає у списки гестапо і, через загрозу бути арештованою німцями, переходить на нелегальне становище, прибравши псевдо «Марта» (1942). З серпня 1942 року Стефа — Повітова Юнацтва Тлумацького повіту, розбудовувала жіночу мережу ОУН, готувала і проводила ідеологічні вишколи, працюючи для прикриття в Українському Комітеті в м. Тлумачі інспектором дитячих садочків. По наказу провідника Служби Безпеки «Яра» Сененка Івана, впорядковувала архів окружної СБ ОУН, що знаходився в монастирі, в селі Крилосі (1943). Пройшла вишкіл розвідників СБ у Старому Угринові Калуського р-ну (1943). Після вишколу, по завданню майора УПА Костянтина Петера «Сокола», разом з др. «Шрамом» (Степан Бурдин) організовувала розвідувальну сітку Станіславської Округи.

## В боротьбі з більшовиками
В кінці 1943 року направлена в розпорядження Крайового проводу ОУН Карпатського краю, крайового провідника ОУН Ярослава Мельника «Роберта». Виконувала обов'язки спецкур'єра між провідником «Робертом» і крайовим провідником СБ Володимиром Лівим «Митарем», виконувала завдання з розвідки. В 1944 році двічі переходила лінію фронту для підтримки зв'язку Крайового Проводу ОУН та штабу УПА Карпатського краю під командуванням Миколи Твердохліба «Грома» з відділами УПА за лінією фронту. При другому переході фронту, арештована мадярською жандармерією. При переводі на місце страти, Стефанії вдалося втекти при допомозі сотні УПА Юрія Долішняка «Білого». Зимою 1945, аж до весни 1946, Стефанія хворіє тифом, який дав ускладнення на ноги. Через проблеми з ногами, не може здійснювати довгі переходи як кур'єр, займається вишколом у сотнях на постої окружного провідника «Бориса» Григорія Легкого і у Курені «Недобитого» Юліана Матвіїва. Через провокатора «Кірова» мало не попадає в руки НКВД-истів. 6 жовтня 1946 року в Кривому Полі отримує важке поранення в руки та груди з пошкодженням печінки. Лежала поранена в бункері.

## Арешт і ув'язнення
Арешт. 19 грудня 1946 року, через поранення, арештована військами НКВС. Станіславська тюрма, допити (лютий — травень 1947). В травні 1947 засуджена на 20 років каторжних робіт і 5 років позбавлення громадянських прав. За виступ на суді призначили 10 діб карцера. Пізніше 20 років каторги замінили на 10 років таборів ГУЛАГу.
Табори: Кемеровська область, Абагур (1947), 300 км пішки до наступного табору, БУР-и — карцери. Знову Абагур (1948). В таборі познайомилася з Ярославою Скаб (лицар Срібного та Бронзового хрестів заслуги УПА) . Подібне минуло пов'язало їх. Разом в таборах їм довелось перебувати сім років, аж до 1955. Тайшет (Озерлаг, 1949), операція пораненої печінки (1949). Етап за Ангару на будівництво БАМ-у, грузила на вагони брили граніту (1951). Знову Тайшет (1952). Табір в Мордовії, станція Потьма, селище Явас (1954). У таборі, в Мордовії, працювала медсестрою в домі грудної дитини (1955).

## Звільнення і громадська діяльність
На волі. Звільнилась 18 квітня 1956, знаходилась в таборах 9 років, 2 місяці і 24 дні. Повинна була їхати в Новосибірську обл., та за роботу в домі грудної дитини, отримала довідку і характеристику, що дало їй можливість повернутись в Станіславів.
Закінчила курси бухгалтерів і навчання по підвищенню кваліфікації головних бухгалтерів. Працювала головним бухгалтером. Вийшла заміж за Костюка Осипа, псевдо «Арій» — багатолітнього в'язня Сталінських концтаборів.
Реабілітована (1992).
Громадська діяльність: член Конгресу Українських Націоналістів (1993); з 1996 — керівник Івано-Франківської обласної організації Всеукраїнської Ліги Українських Жінок, створеної за пропозицією п. Слави Стецько. Брала активну участь у пошуковій роботі по виявленню і увіковіченню пам'яті жертв комуністичного терору на території Прикарпатського Краю — допомагала Історико - просвітницькому товариству «Меморіал». Сприяла увічненню пам'яті майора Костянтина Петера «Сокола», а саме, насадженню яблуневого саду на місці оселі славного командира розвідки УПА в с. Грабовець Богородчанського р-ну, а також встановленню каплиці та пам'ятного знаку. Допомагала Центру патріотичного виховання імені Степана Бандери в організації роботи. Виступала перед молоддю як учасник бойових дій ОУН — УПА, вважала своїм обов'язком виховання молоді в патріотичному дусі. Стефанія вважала, що без виховання нового покоління в національному дусі, покоління буде втрачене, як, зрештою, й Українська держава, за яку поклали голови десятки тисяч наших патріотів.